# Народна република България
Вижте пояснителната страница за други значения на България.
Наро̀дна репу̀блика Бълга̀рия (съкратено НРБ) е официалното име на България от 15 септември 1946 г. до 15 ноември 1990 г., когато Народна република България е преименувана на Република България. 
През цялото си съществуване НРБ се управлява от Българската комунистическа партия (БКП), формално подпомагана от Българския земеделски народен съюз (БЗНС (казионен)) и обществено-политическата организация Отечествен фронт. БКП е преименувана през 1990 г. на Българска социалистическа партия (БСП).
Историческият период след 1947 г. и национализацията до демократичните промени през 1989 г. е известен също и като тоталитарният режим в България, поддържан с помощта на репресивния апарат на Държавна сигурност.
В този период България е член на Съвета за икономическа взаимопомощ.

## История

### Първите години: 1944 – 1947 г.
След Деветосептемврийския преврат от 1944 г. Царство България е окупирано от Червената армия, чието присъствие тук е решаващ фактор не само за завземането на властта, но и за задържането ѝ. За този период на заседания на Политбюро на ЦК на БРП (к) се разглеждат въпросите за международното и вътрешното положение, което Добри Терпешев характеризира с това, „...че сега не може да се предизвика криза; но утре, когато войската на СССР си отидат, тогава противниците възнамеряват да минат в настъпление“ Това се потвърждава и от записките на Георги Димитров в своя „Дневник“ „…че ние далеч не сме така силни, …то голяма роля за това трябва да се отнесе за сметка на присъствието на Червената армия в страната. Иначе ние бихме имали гражданска война.“ На власт идва правителството на Отечествения фронт, ръководено от Кимон Георгиев. То обявява война на Германия на 10 септември и подписва примирие на 28 октомври с антихитлеристката коалиция, водена от Съветския съюз, САЩ и Великобритания. През 1946 г. министър-председател става Георги Димитров (БРП (к)).
На 8 септември 1946 г., в присъствие на съветски войски, в България се провежда референдум. Според официални резултати от 4 509 354 гласоподаватели в референдума участват 4 132 007 гласоподаватели (91,63%), като 92,72% от гласувалите се обявяват за премахването на монархията и обявяването на страната за република. Резултатите от референдума са оспорвани от монархисти, които смятат, че намиращата се на територията на България Червена армия е оказала влияние върху тях. На 15 септември 1946 г. е провъзгласена Народна република България. Невръстният цар Симеон II, майка му царица Йоанна и сестра му княгиня Мария Луиза са принудени веднага (в срок от няколко дни) да напуснат страната. Отправят се към Египет, а през 1951 г. заминават за Испания.
След премахването на монархията Васил Коларов изпълнява функциите на държавен глава (заемайки длъжността „председател на Временното председателство на републиката“) (15 септември 1946 – 7 ноември 1947) до влизането в сила на Димитровската конституция на 6 декември 1947.

#### Народните съдилища
След декември 1944 г., с цел налагане на комунистическия режим, установен след преврата, окупационната съветска армия започва серия от действия, с които се цели унищожаването на политическия и интелектуален елит на Царство България и ликвидирането на противниците на режима. В разрез с действащата по това време Търновска конституция са организирани 135 масови процеса в цялата страна в периода от 20 декември 1944 до 2 април 1945 г. Арестувани са 28 630 души. Срещу 10919 от задържаните са повдигнати обвинения, съдбата на много от останалите е неизвестна. Процесите се извършват в Софийския университет, в съдебната палата и в цялата страна. За около 4 месеца са издадени 9550 присъди, с които осъдени на смърт са 2730 души, а 305 души получават доживотен затвор. Така спасителят на българските евреи Димитър Пешев е осъден от Народния съд на 15 години затвор „за фашистка дейност и антисемитизъм“, а Константин Муравиев е единственият оцелял министър-председател на България отпреди 9 септември 1944 г. За сравнение на Нюрнбергския процес са осъдени 19 души, от които на смърт 12.

#### Лагери за принудителен труд
От 1944 до 1962 г. в България действат 44 концлагера, сред които Белене, Слънчев бряг (край Ловеч), Свети Врач (Сандански), Богданов дол, Росица, пернишката мина Куциян, въглищните мини в Бобовдол, мините в Николаево, Поручик Чунчево, Ножарево, Черново, Зелендол, Скравена. Концлагер Белене е открит отново през 1984 г. за въдворяване на български турци, отказали да сменят имената си с български. Според доклад на Държавна сигурност до ЦК на БРП от септември 1944 до май 1945 през лагерите и т.н. трудови групи са преминали 184 360 души.
Датата 1 февруари за първи път официално се отбелязва в България като Ден на почит към жертвите на комунистическия режим едва през 2011 г. Решението за това е взето от правителството на 19 януари същата година, по предложение на двама президенти – Желю Желев (1990 – 1997) и Петър Стоянов (1997 – 2002).

#### Съпротива срещу съветската окупация
В началото на септември 1944 година съветската армия окупира Царство България, налага марионетно правителство, начело с Кимон Георгиев, и провежда операции по налагане на масови терор срещу елита на България. Избити са без съд над 7000 души политици, икономисти, инженери, лекари, юристи, учители, а българската държава е фактически обезглавена за десетилетия напред. Срещу съветския окупатор и масовите репресии, в защита на българската национална кауза в началните месеци на 1945 г. се надигат слабо организирани бивши царски офицери, формирайки Горянското движение. С променлив успех то действа в почти всички краища на България, включвайки до 350 000 души в периода 1944 – 1956 г.

#### Насилствена македонизация в Пиринска Македония
След преврата от 9 септември 1944 г. и края на българското управление в Македония, комунистическа България поема политика на тясно сближение с Югославия. Тогавашният министър-председател и водач на БРП Георги Димитров инициира идеята за осъществяването на проекта за Балканска федерация. За спойващо звено трябва да послужи Македония, която трябва да се влее във федерацията като единна федеративна република с изявено македонско национално самосъзнание, с граници от Пирин до Шар планина. За целта е стартирана политика на насилствена македонизация на българското население в Пиринско чрез съзнателна смяна на етническото самоопределение на българското население, проведена с помощта на административна принуда и масирана пропаганда.
През декември 1946 г. е проведено преброяване на населението в Пиринска Македония. Държавните власти дават указания местното население в Пиринско да бъде административно записвано като „македонско“, включително помаците, с изключението на хората с произход от вътрешността на страната. На заседанието си от 21 декември областният комитет на БРП в Горна Джумая решава да се приеме формула за наличие на 70% „македонци“ в градовете, в графата говорим език на преброителните документи да се пише „български“, а в селата – предимно „македонски“. В резултат на тези указания от 281 015 жители, 169 444 лица са определени като етнически македонци.
В резултат, през 1947 г. между България и Югославия се подписва Бледската спогодба, според която Пиринска Македония се включва в състава на федеративна Югославия, с което се пристъпва към обединение на Пиринска Македония с Вардарска Македония, отменени са визовите режими и са премахнати митническите служби.
Скоро след това – през 1948 г., поради разрива в отношенията между Тито и Сталин договорът е разтрогнат. Известно време БКП и българската държава запазват противоречивата си, противобългарска политика по македонския въпрос – до 1963 г., когато на Мартенския пленум на ЦК на БКП Тодор Живков открито заявява, че населението в Пиринска Македония е част от българската нация и е било политически принудено от БКП, по време на Културната автономия на Пиринска Македония между 1944 – 1948 година, да се обяви за македонско.

### 1947 – 1971 г.
Димитровската конституция е съставена под ръководството на Георги Димитров и по модел на конституцията на СССР от 1936 г. Според нея всеки гражданин е равен пред закона, освободен от дискриминация, има право на социална помощ и свобода на словото, печата и събранията, неприкосновеност на личност и дом, но тя забранява всяка дейност, която може да застраши „постиженията на Септемврийската революция“.
Последвалата национализация на частната собственост е тотална: На 23 декември 1947 година е приет Законът за национализация на частните индустриални и минни предприятия, на 18 февруари 1948 година – Закон за изкупуване на едрия земеделски инвентар от частните собственици, а на 15 април 1948 е приет Закон за одържавяването на едрата градска покрита недвижима собственост.
От 2 до 6 април 1956 г. в София е проведен известният Априлски пленум на ЦК на БКП. Тогава първият секретар на ЦК на БКП Тодор Живков, следвайки примера на Никита Хрушчов в СССР, обвинява Вълко Червенков в провеждане на политика на култ към личността и така се сдобива с реалната власт в страната.

#### Златен и сребърен резерв на БНБ
Доста по-късно става известно, че през 1960 г., в условия на неплатежоспособност и необходимост от погасяване на предстоящи падежи през II тримесечие за 46 милиона долара, III тримесечие за 36 милиона долара и IV тримесечие за 25 милиона долара към западни банки, Тодор Живков лично се обръща с писмено предложение до Първия секретар на ЦК на КПСС – Никита Хрушчов с молба СССР да закупи резерва на БНБ, натрупан в продължение на 66 години – от Освобождението през 1878 г. до 1944 г., от 22 тона злато и 50 тона сребро срещу конвертируема валута (тогава капиталистическа).
При продажбата златото е закарано в Новосибирск, където е рафинирано, за да бъде приведено в съответствие с изискванията на международните златни борси и след това платено по цена 35,10 щатски долара за тройунция, общо 23 милиона долара. През следващите години Живков прибягва до още няколко секретни операции със злато и между 1960 г. и 1964 г. с негово разрешение са продадени общо около 31,8 тона, като получената конвертируема валута е използвана единствено и само за погасяване на задължения на България предимно към съветските банки – Ейробанк в Париж и Московската народна банка в Лондон.

#### 16-а република на СССР
На 4 декември 1963 г., Тодор Живков в качествата си на Първи секретар на ЦК на БКП и Председател на Министерския съвет на България към този момент, лично внася предложение, по време на пленума на ЦК на БКП, България да отправи към ЦК на КПСС въпроса за по-нататъшно най-тясно сближаване и в перспектива сливане на Народна република България със СССР, превръщайки я в 16-а съюзна република на СССР и така застрашавайки целостта и националната независимост на страната. Пленумът на ЦК оценява предложението като забележителна проява на патриотизъм и интернационализъм, което ще издигне на качествено нова степен братската дружба и всестранното сътрудничество между нашата страна и Съветския съюз.. Предложението „да се създадат икономическите, политически и идеологически предпоставки за пълното обединение на двете наши братски страни“ е единодушно одобрен от пленума и подписан лично от Тодор Живков.

#### Участие в потушаването на Пражката пролет
Решението за участие на България във военната интервенция след Пражката пролет е взето от Министерски съвет, чийто председател е Тодор Живков, със строго секретно постановление № 39 на МС от 20 август 1968 с мотива „за оказване на военна помощ на Чехословашката комунистическа партия и на чехословашкия народ“. Във военната операция участват 12-и и 22-ри мотострелкови полк с численост от 2164 души и танков батальон с 26 машини Т-34.
През 1971 г. в новата Конституция се добавя т.нар. „член 1“, който узаконява БКП като единствената управляваща „ръководна сила в обществото и държавата“.

### Живковската конституция и въпроси за правата на човека (1971 – 1975 г.)
На Десетия конгрес на БКП е приета нова програма на партията, която има за цел изграждането на развито социалистическо общество (РСО). Приета е Живковската конституция през 1971 г., съгласно чл. 1 ал. 3 от която „Българската комунистическа партия ръководи изграждането на развито социалистическо общество в НРБ в тясно братско сътрудничество с Българския земеделски народен съюз“, т.е. двете партии имат ръководна роля.
България подписва Хелзинкските съглашения от 1975 г., в които важно място заема гарантирането на правата на човека и основните свободи, включително свобода на придвижване, контакти, информация, култура и образование, право на труд, право на образование и медицинско обслужване. Въпреки това последвалите събития по отношение на българските турци през 80-те години на 20 век са пряко нарушение на така поетите задължения.

#### „Възродителен процес“ и „Голямата екскурзия“ (1984 – 1989)
През 1984 г. Централният комитет на Българската комунистическа партия взема решение за изпълнение на програма за насилствена смяна на имената на българските турци и българските мюсюлмани. Тази програма остава в историята като „Възродителен процес“, при който около 850 хил. българи и турци са задължени да променят арабско-турската си именна система. Наред с това е забранено носенето на шалвари от жените и черни такета с „антенки“ за мъжете. Сватбите и погребалните ритуали не бива да се извършват според ислямските традиции. Забранява се честването на основните мюсюлмански празници Рамазан байрам и Курбан байрам, както и правото да се говори на турски език. След началото на Възродителния процес групи от български турци, част от тях свързани с Държавна сигурност, извършват поредица атентати в страната, сред които по-известни са този на гара Буново, когато е поставен експлозив във вагона за майки с деца, както и атентатът на Златни пясъци, когато терористите заплашват с бомби.
По-късно, през 1989 г. започва кампания по прибързано изселване под натиск на около 1/3 от засегнатото население. Това са около 360 хил. души, които са принудени да се изселят от родината си в Турция, а по-късно около 150 – 160 хил. от тях се връщат обратно след падането на БКП от власт. Кампанията бива обяснена в медиите от комунистическата власт като „екскурзия“, което става повод събитието по-късно да придобие известност в обществото като Голямата екскурзия. Изселените разполагат с много малко време, в което да съберат личните си вещи, но не и да организират продажбата на имотите си. Много от тях остават и до днес в Турция, след като са преминали границата с каруци, които теглят сами.

#### Указ 56 (1989 г.)
С идването в СССР на власт на Михаил Горбачов през 1985 г. (обявяването на политиката на „перестройката“) и при тенденциите в останалите страни в Източния блок властта на БКП също се разклаща, възникват организации, неузаконени от властта (неформални организации). Икономиката навлиза в криза. Тодор Живков реагира на „перестройката“ с Юлския пленум на ЦК на БКП от 1987 г., на който е обявено разгръщането на фирмената организация в икономиката – с Указ № 56 от 1989 г. се дава възможност на обикновените граждани да регистрират фирми, български външнотърговски предприятия също са преобразувани във фирми. По време на прехода към пазарно стопанство Указ 56 е използван и от определени групи за прехвърляне на държавни средства в подходящи частни ръце, което на практика определя икономическото развитие през следващите десетилетия. По него са видели бял свят Мултигруп, Първа частна банка и още стотици фирми.
На 8 август 1988 г. са установени дипломатически отношения с Европейската икономическа общност.
През 1989 г. спомените за сталинистките показни процеси все още биват потискани.

### Събития след 1989

#### Десетоноемврийски преврат и падането на комунизма
На 10 ноември 1989 г. Тодор Живков е свален от поста генерален секретар на ЦК на БКП (той подава оставката си като генерален секретар на заседание на Политбюро на 9 ноември, но в съобщението си до пленума председателстващият Георги Атанасов „му подава“ оставката и като председател на Държавния съвет, за което Живков не знае), а на 17 декември 1989 г. – и от поста председател на Държавния съвет на Народна република България. На тези постове е избран Петър Младенов, който оглавява партията до нейното преименуване на БСП на 3 април 1990 г. С промяна на Конституцията на 3 април 1990 г. Държавният съвет е разформирован и Петър Младенов е избран за президент (председател) на България. След като записът на кинорежисьора Евгений Михайлов от протестите пред парламента за отмяна на чл. 1 от Живковата конституция от 14 декември 1989 г., в който държавният глава Петър Младенов изрича „По-добре е танковете да дойдат“, става известен по време на предизборната кампания за ВНС през 1990 г. и студентските вълнения през лятото на същата 1990 г., Младенов се оттегля от държавния пост и от активния политически живот, а на негово място Желю Желев е избран за президент (председател) на България на 1 август 1990 г. от Великото НС.
На 15 ноември 1990 г. Народна република България е преименувана в Република България.

#### Закон за обявяване комунистическия режим в България за престъпен
На 26 април 2000 г. XXXVIII народно събрание приема Закон за обявяване комунистическия режим в България за престъпен, обнародван в Държавен вестник, с брой № 37 от 5 май 2000 г. Текстът му се състои от четири члена. В чл. 1 се казва, че управлението на Българската комунистическа партия, дошла на власт с помощта на външна сила, обявила война на България, довежда страната до национална катастрофа. В чл. 2 се изброяват десет обвинения към ръководствата на БКП и шест срещу целия режим. БКП е отговорна за различни неща, от „унищожаване на традиционните ценности на европейската цивилизация“ и „моралния и икономическия упадък на държавата“ до нарушаване на човешките права и свободи по редица начини и подчиняване интересите на страната на чужда държава „до степен на практическа загуба на държавен суверенитет“. Чл. 3 обявява БКП за престъпна организация въз основа на обвиненията от член втори, а чл. 4 обявява всички действия, извършени с цел съпротива и отхвърляне на режима, за „справедливи, морално оправдани и достойни за почит“.

## Население
След Втората световна война България се намира във втория етап на демографския преход, като се запазва започналото през 20-те години на 20 век рязко нарастване на населението, причинено от подобреното здравеопазване. През 50-те години на 20 век страната навлиза в третия етап на демографския преход, като раждаемостта започва да намалява, като в края на 80-те години на 20 век естественият прираст достига нулеви стойности. Това е съпътствано от намаляване на броя на децата в семейството, като основни фактори в този процес са урбанизацията и окрупняването на селското стопанство и нарастващата заетост на жените в икономиката.
Периодът на комунистическо управление в България е свързан и с масирана емиграция от страната. Най-масова е тя сред турците и други мюсюлмани, изселили се в Турция на няколко големи вълни – около 155 хиляди през 1949 – 1951 година, 115 хиляди през 1969 – 1978 година и 322 хиляди през 1989 година, в края на Възродителния процес. Непосредствено след установяването на режима към 45 хиляди евреи заминават за Израел, 2 хиляди таврийски българи и 5 хиляди арменци са принудени да заминат за Съветския съюз и 2 хиляди чехи и словаци – за Чехословакия. Броят на политическите и икономически емигранти, заминали в западни страни, се оценява на около 15 хиляди. Имиграцията е по-ограничена – около 20 хиляди българи от Егейска Македония непосредствено след войната и подобен брой съветски граждани през целия период.
През този период протича и най-значимата демографска промяна в българската история – изключително интензивната урбанизация, задвижвана от колективизацията и индустриализацията, при която от 50-те до 70-те години на 20 век 2,2 милиона души се изселват от селата. Докато в повечето източноевропейски страни между 1950 и 1990 година селското население намалява с 10 – 15%, в България намалението е с 42%. Този процес засяга най-силно планинските и крайграничните райони, но най-вече Северозападна България.
Към 4 декември 1985 г. в Народна република България живеят 8 948 649 души. От тях мъже – 4 433 302 души (49,5%), жени – 4 515 347 души (50,5%). Градското население в страната наброява 5 799 939 (64,8%) души, от които мъжете са 49,2%. Селското население наброява 3 148 710 (35,2%) души, от които мъже – 49,8%. Преди комунизма населението на България е 6,94 милиона - тоест, България нараства с малко над 2 милиона. За сравнение, некомунистическа Гърция, загубила по-голям процент младо мъжко население заради ВСВ и последвалата я гражданска война между комунисти и антикомунисти от България и с масова емиграция почти само на хора в репродуктивна възраст към Западна Европа, англоезичните страни от Новия свят (с изключение на Ямайка) през почти цялата Студена война, а в 40-те и 50-те години - и към Аржентина и други латиноамерикански страни, и която също не е променяла границите си след войната с изключение на присъединяването на имащите няколкостотин хиляди жители Додеканезки острови през 1946-та година нараства с 3 милиона жители - от 7,2 до 10,2 милиона.

## Държавно устройство
Според Живковската конституция, глава I, чл. 1 ал. 1, ал. 2 и ал. 3 и чл. 2:
| „                                                | Ал. 1 Народна република България е социалистическа държава на трудещите се от града и селото начело с работническата класа. Ал. 2 Ръководна сила в обществото и държавата е Българската комунистическа партия. Ал. 3 Българската комунистическа партия ръководи изграждането на развито социалистическо общество в Народна република България в тясно братско сътрудничество с Българския земеделски народен съюз. В Народна република България цялата власт произтича от народа и принадлежи на народа. Народът осъществява властта чрез свободно избрани представителни органи – Народно събрание и народни съвети – или непосредствено… | “ |
| Конституция на Народна република България (1971) | |   |

Представителни органи в НРБ са Народното събрание и народните съвети, които се избират въз основа на всеобщо и пряко избирателно право с тайно гласуване. Избиратели и избираеми са всички граждани на НРБ, навършили 18-годишна възраст, без разлика на пол, народност, раса, вероизповедание, образование, занятие, имотно състояние, служебно или обществено положение, с изключение на поставените под пълно запрещение.

### Държавен статут на партийните ръководни длъжности БКП и БЗНС (казионен)
Съгласно чл. 1, ал. 3 от Конституцията на НРБ, Българската комунистическа партия ръководи изграждането на развито социалистическо общество в НРБ в тясно братско сътрудничество с Българския земеделски народен съюз. Така двете управляващи партии имат съвместна ръководна роля и решенията на техните ръководни органи – Политбюро на ЦК на БКП, Секретариат на ЦК на БКП и Постоянно присъствие на БЗНС имат задължителен характер за висшите държавни органи, макар немалко решения на висши държавни органи да са вземани без предварително решение на висши партийни органи. Поради това ръководните длъжности във висшите органи на БКП и БЗНС – генерален секретар на ЦК на БКП, секретари на ЦК на БКП – всеки отговарящ за съответен ресор от политиката и иакономиката на държавата, членове на Политбюро на ЦК на БКП, секретар на БЗНС, секретари на Постоянното присъствие на БЗНС – всеки отговарящ за съответен ресор на политиката и икономиката на държавата и членове на Постоянното присъствие на БЗНС имат държавен статут, и съгласно установената практика партийни (на БКП и БЗНС) ръководители участват в заседанията на държавните органи, като ролята на партийните ръководители е да координрат по партийна линия съответния политически или икономически ресор, а съгласно правилниците за държавен протокол и държавно обслужване, при подреждане на официални мероприятия стоят в протокола по-високо от висшите държавни ръководни длъжности и подобно на държавните ръководители се обслужват от държавното Управление за безопасност и охрана – УБО. Има много случаи, в които членове на партийните ръководства на БКП и БЗНС заемат едновременно висши държавни постове като министър, заместник-председател на Министерския съвет, заместник-председател на Държавния съвет, член на Държавния съвет. Генералният секретар на ЦК на БКП е и председател на Държавния съвет на НР България, а секретарят на БЗНС е първи зам.-председател на Държавния съвет на НРБ. Членовете на Политбюро на ЦК на БКП и секретарите на Постоянното присъствие на БЗНС са по право членове на Държавния съвет на НРБ или са министри от правителството и заместник-председатели на Министерския съвет. Членовете на Постоянното присъствие на БЗНС могат да бъдат и са избирани за министри. Навсякъде решенията за управлението на страната се взимат съвместно от двете партии и държавното ръководство. За функциите на висшите партийни ръководни органи действа постановеното в уставите на БКП и БЗНС (казионен), като за официален държавен нормативен акт, регламентиращ правомощията и функциите им се приема текстът на чл. 1 ал. 3 от Конституцията на България от 1971 г., съгласно който двете партии в тясно братско сътрудничество ръководят изграждането на развито социалистическо общество.

### Народно събрание
На хартия Народното събрание на НРБ е върховен представителен орган, който изразява волята на народа и неговия суверенитет. То е върховен орган на държавната власт. Съединява законодателната и изпълнителната дейност на държавата и осъществява върховен контрол върху дейността на държавните органи. То е единствен законодателен орган в НРБ и върховен организатор на плановото ръководство на общественото развитие, на вътрешната и външна политика на държавата. Избира се за срок от 5 години. Състои се от 400 народни представители, които се избират в райони с равен брой жители. Свиква се на сесии най-малко 3 пъти през годината. Избира и освобождава Държавния съвет, Министерския съвет, Върховния съд и главния прокурор на Народна република България.
На практика изборите за Народно събрание имат напълно формален характер. От 1953 г. се прилага мажоритарна система с едномандатни райони, единственият кандидат в които е утвърден от местните структури на Българската комунистическа партия и може да бъде отзоваван от тях. Самият парламент е изцяло подчинен на партийните функции и на практика само гласува единодушно предложенията на правителството и Централния комитет на БКП.

### Държавен съвет
С Конституцията от 1971 г. заменя Президиума на НС. Държавният съвет на Народна република България е висш и постоянно действащ орган на държавната власт. Съединява вземането на решения с тяхното изпълнение. Като висш държавен орган на Народното събрание осигурява съединяването на законодателната с изпълнителната дейност. Избира се от средите на народните представители, отговаря и се отчита за цялата си дейност пред Народното събрание. Състои се от председател, заместник-председатели, секретар и членове. Председателят организира и ръководи работата на Държавния съвет и го представлява в отношенията му с други органи в страната и в чужбина.

### Министерски съвет
Министерският съвет на Народна република България е висш изпълнителен и разпоредителен орган на държавната власт. Решава най-важните въпроси по управлението на страната. Състои се от председател на Министерския съвет, заместник-председатели, министри и ръководители на ведомства с ранг на министерства. Членовете на МС оглавяват съответно министерство или ведомства с ранг на министерства. Министерският съвет отговаря за цялата си дейност и се отчита пред Народното събрание и Държавния съвет.

### Народни съвети
Народните съвети са местни органи на държавната власт и народното самоуправление. Те са околийски (до1959 г.), общински, районни (в София и Пловдив) и окръжни и областни (след 1987). Осъществяват държавната политика на своята територия. Избират се за срок от 2,5 години. Състоят се от съветници, избирани на територията на окръга, района, общината. Дават отчет за дейността си пред избирателите най-малко 1 път в годината. В своята дейност се опират на инициативата и широкото участие на населението, работят в тясно взаимодействие с политически, професионални и други обществени организации. Изпълнително-разпоредителни органи на народните съвети са изпълнителните комитети, избирани от състава на народните съветници.

### Съдебна система
Съдебната система на Народна република България е организирана изцяло по съветски образец, като е поставена под пълния контрол на Българската комунистическа партия. Принципът на разделение на властите е премахнат и съдебната власт е изцяло подчинена на изпълнителната и на партийните структури. Приетите „класови“ и „социалистически“ процесуални закони дават възможност за масови нарушения на човешките права, нечовешко отношение към обвиняеми и осъдени, често налагане на смъртно наказание, включително за нарушения като напускане на страната без разрешение.

### Държавни символи
| Национално знаме и герб на НРБ в периода 1971 – 1990 г. |
| Национално знаме и герб на НРБ в периода 1971 – 1990 г. |

В глава XI, чл. 139 – 141 Живковската конституция определя държавните символи на Народна република България.
Знаме
Знамето на Народна република България е трицветно – бял, зелено и червен цвят, поставени водоравно. На левия горен ъгъл на бялото поле е изобразен държавният герб.
Герб
Гербът (фактически емблема) на Народна република България е кръгъл, в средата на небесносин фон е изобразен изправен лъв на зъбчато колело. Фонът е обграден от двете страни с житни класове, обвити по средата с национална трицветна лента. Над лъва е изобразена червена петолъчна звезда, а отдолу, където се преплитат класовете, съгласно моделът на герба приет с т.нар. Димитровска конституция от 1947 г. на червена лента е написана датата 9.IX.1944 г. – денят на Деветосептемврийската революция, а съгласно втория модел на герба, приет с конституцията от 18 май 1971 г. известна като живковска конституция, са написани със златен цвят годините на основаването на първата българската държава (681) и „победата на социалистическата революция“ (Деветосептемврийския преврат) в България (1944), като този вариант на герба на НРБ е валиден до 1990 г.
Държавен печат
На държавния печат на Народна република България е изобразен държавният герб, около него има надпис „Народна република България“, а в долната част – „държавен печат“.
Химн
„Шуми Марица“ се използва като национален химн до 1947 г. За последен път тя е изпълнена на 1 януари 1947 г. от съветския Ансамбъл на Червената армия „Александров“ по време на прием, даден от председателя на VI велико народно събрание Васил Коларов. След това на песента започва да се гледа като на „буржоазен остатък“, несъвместим с новата действителност.
В периода 1947 – 1950 г. като заместител на химна се изпълнява партийният марш „Републико наша, здравей!“, писан по текст на Крум Пенев и музика на Георги Димитров. Във връзка с модерната по онова време идея за създаването на голяма балканска федерация в периода 1947 – 1948 г. наред с тази песен се изпълнява и югославският химн „Хей, славяни“, както в тогавашните Югорепублики. През 1949 г. e обявен конкурс за „Химн на Народна република България“, който е утвърден на 1 януари 1951 г. Новият химн „Българийо мила“ доста напомня на съветския и така и не успява да се наложи сред българския народ като национален химн.
След премахването на култа към личността на Сталин през 1950-те години и настъпилото леко охлаждане на отношенията със СССР, на 8 септември 1964 г. Президиумът на Народното събрание с указ обнародва новия химн на страната „Мила родино“. За първи път като национален химн песента „Мила родино“ е изпълнена на тържествата на 9 септември 1964 г. по повод 20-годишнината „на социалистическата революция“ в България.
Държавни награди
Най-високият орден на НРБ е орден „Георги Димитров“, учереден е с указ на Президиума на Народното събрание от 1950 г. Вторият по височина орден от 1984 г. е орден „13 века България“, а дотогава „НРБ“ – 1-ва степен. Следват ордените „Червено знаме на труда“, „9 септември“, „За народна свобода“, „Народен орден на труда“ и др. Учредени са и множество медали за различни юбилейни годишнини.

### Въоръжени сили
В тоталитарната система на Народна република България армията има изключително важна роля като гаранция за стабилността на режима. Още след Деветосептемврийския преврат Българската комунистическа партия полага специални усилия да постави въоръжените сили под свой непосредствен контрол. Те са реорганизирани по съветски образец с прякото участие на съветски офицери, проборудвани са със съветско въоръжение и техника, ръководни позиции заемат съветски офицери от български произход, голяма част от командния състав преминава обучения в Съветския съюз, съветски преподаватели работят в български военни училища.
Над армията партийният контрол се ръководи от организационно-политическите ръководители на двете ръководни (съгласно чл. 1 ал. 3 от Конституцията от 1971 г.) партии – БКП и БЗНС, като в БКП това е секретарят на ЦК на БКП, отговарящ за организационната политика и Военния отдел на ЦК на БКП, а в БЗНС това е секретарят на Постоянното присъствие на БЗНС, отговарящ за организационната политика и идеологията. Има и Главно политическото управление в структурата на самата армия, функционират и местни военни отдели на БКП към първите секретари на околийските, окръжните и областните комитети на БКП, и структури към председателите на околийските, окръжните и областните ръководства на казионния БЗНС. Отделно от това има и политически управления към околийските, окръжните и областните народни съвети, които имат началник, но върховен техен ръководител в повечето случаи е заместнк-председателят на околийския, окръжния и областния народен съвет, отговарящ за военните въпроси. Още през 1949 година 63% от офицерите са членове на БКП, а други 7% – на комсомола. Към 1950 г. във въоръжените сили има около 2000 политически офицери, натоварени с индоктринацията на личния състав в духа на комунизма.

### Административно деление
С приемането на Димитровската конституция през 1947 г. областите се закриват и се въвежда двустепенно деление на околии и общини. Основавайки се на Конституцията през 1949 г., със специален закон се създава нова административно-териториална единица – окръг.
В началото на 1959 г. се предприема нова административна реформа и с указ на Президиума на Народното събрание се извършват основни промени – ликвидирани са окръзите и околиите. Вместо съществуващите до края на 1958 г. 13 окръга и 117 околии се създават 30 нови единици, наречени също окръзи, като от тях 3 градски общини имат статут на окръзи – София, Пловдив и Варна. От 1964 г. само Софийската община остава със статут на окръг. Това административно деление на Народна република България се запазва и след приемането на Живковската конституция през 1971 г. Така НРБ е разделена на 28 окръга, като столичният Окръг София се състои от 8 административно-териториални района, а от 1975 г. и Пловдивската градска община се подразделя на 4 административно-териториални района. През 1987 г., след Юлския пленум на ЦК на БКП, окръзите са премахнати и на тяхно място са образувани 8 области, като Столичната голяма община отделно е със статут на област.

## Икономика
След утвърждаването на комунистическия режим в България правителството налага в страната планова икономика, като основната част от стопанската собственост е национализирана или колективизирана.
През 1948 – 1953 г. се провежда съветизация на българската икономика. Примитивният характер на българската икономика преди 1946 г. и сходството ѝ с тази на СССР в първите му години са причина налагането на плановото стопанство да въздейства положително на стопанската дейност много по-бързо, отколкото в другите източноевропейски държави. Между 1950 и 1973 г. БВП на главата от населението нараства от $1651 на $5284, а през 1989 г. е $2830.
През втората половина на 1950-те години политиката на интензивна индустриализация, финансирана от бюджета, и концентриране на трудови ресурси в градовете довежда до значителен икономически растеж. По времето на Вълко Червенков (1950 – 1956) България претърпява значителна индустриализация със среден ръст на икономиката от 22,8%. Основният двигател на индустриализацията е привличането на стопански ресурс от селото чрез ниски изкупни цени на селскостопанската продукция и висока продажна цена в търговската мрежа. Това е възможно поради наложената колективизация, партийното управление на селското стопанство и пълната икономическа зависимост на селяните. Индустриализацията продължава до средата на 1980-те години, макар и с далеч по-малки темпове. По-голямата част от износа (82,5% за 1988 г.) е ориентирана към социалистическите страни, като се изнасят главно хранителни продукти, машини (вкл. изделия на електротехническата промишленост и електронно-изчислителна техника) и промишлено оборудване (60,5% от общия износ).
Около 1960 г. този модел на екстензивно развитие спира да функционира и растежът започва бавно, но устойчиво, да намалява, като процесът е съпътстван и със започналото около 1953 г. трайно намаляване на прираста на населението. Дефицитът в платежния баланс, високият външен дълг и системните загуби в селското стопанство и цели сектори на промишлеността остават постоянни проблеми до края на века. В края на 50-те години на 20 век страната изпада в дългова криза и правителството е принудено да продаде златния резерв, за да изплати част от дълговете си, главно към Съветския съюз. Въпреки това в края на 60-те години на 20 век около 1/3 от разходите на бюджета служат за покриване на загуби на предприятията, а други 40% – за безвъзмездни инвестиции, които те не могат да финансират сами.
През 60-те години на 20 век са предприети редица реформи в икономиката, целящи подобряване на търговския обмен, производителността и качеството, придружени със значително икономическо експериментиране – т.нар. „Нова система на планиране и ръководство на народното стопанство“. Промените обаче остават само в тази експериментална фаза и плановата икономика не е сменена с пазарна.
През следващите години неуспешните опити за преодоляване на стагнацията продължават – предприятията се обединяват в Държавни стопански обединения, Аграрно-промишлени комплекси и Национални стопански комплекси. След Дълговата криза от 1973 – 1978 година се прави опит за повишаване на ефективността на плановата икономика в страната посредством „Нов икономически механизъм“, започнал през 1979 г. и продължил през първата половина на 1980-те. В началото на 80-те години на 20 век над 70% от електрониката в целия Източен блок се произвежда в България.
През 1980-те години неспособността на икономиката да привлича и използва финансов капитал, необходим за модернизация, както и нежеланието на управляващата комунистическа партия да ликвидира или реформира редица губещи производства, води до натрупване на значителен външен дълг. Поддържането на изкуствено занижени цени води до редица негативни ефекти, сред които режим на електроснабдяването и недостиг на стоки за крайно потребление. Към края на десетилетието България изпада в ситуация, при която е невъзможно спазването на финансовите задължения към кредиторите по погасяване на този дълг.
През 1989 г. 80% от експорта е насочен към страните от СИВ. Веднага след промените в социалистическите страни България, поради слабата си конкурентоспособност, губи „гарантираните“ пазари на страните от СИВ и в частност Съветския съюз, от които българската икономика е силно зависима (75% от външнотърговския стокообмен на страната е със СИВ, вкл. 55% – със СССР). Новите пазарни цени на вносните суровини, комбинирани с десетилетията липса на стремеж към енергийна ефективност и ефективност на труда, водят до срив в производството и икономиката като цяло.
През 80-те години на 20 век НРБ вече развива необичайно обширна (за своята социалистическа история) търговия със западни страни.

### Промишленост
След създаването на НРБ Компартията взима решение за развитие на тежката промишленост за сметка на леката. Стари предприятия са национализирани, а са построени много нови комбинати и заводи:
Енергетика
- АЕЦ Козлодуй
- АЕЦ Белене – проект
- ТЕЦ Марица изток – 1, 2, 3
- ТЕЦ Бобов дол
- ПАВЕЦ Чаира
- Баташки водносилов път
- Силнотоков завод „Васил Коларов“, София

Черна металургия
- Металургичен завод „Ленин“, Перник
- Металургичен комбинат „Кремиковци“

Цветна металургия
- Оловно-цинков завод – Кърджали
- Комбинат за цветни метали (Пловдив) и Комбинат за цветни метали (Асеновград)
- Комбинат за производство на електролитна мед, Средногорие

Нефтохимическа промишленост
- Нефтохимически комбинат Бургас
- Нефтохимически комбинат Плевен

Машиностроителна промишленост
- Завод „Балкан“ – Ловеч – автомобили, мотоциклети, велосипеди, инструменти
- Завод за трамваи „Средец“ – София
- Завод за автобуси и тролейбуси „Чавдар“ – Ботевград
- Завод за товарни автомобили „Мадара“ – Шумен
- Електрокарен завод „Шести септември“ – София
- Електрокарен завод – Плевен
- Завод за металорежещи машини (ЗММ) – София
- Завод за хладилна техника – София
- Завод за асансьори – София
- Слаботоков завод „Климент Ворошилов“
- Завод за полупроводници – Ботевград
- Комбинат за микропроцесорна техника – Правец
- Завод за тежко машиностроене – Радомир

Електротехническа и електронна
- Слаботоков завод Ворошилов - София
- Дискови запаметяващи устройства – Стара Загора
- Индивидуален Микро КОмпютър – Правец
- Завод за полупроводникови прибори (Ботевград)
- Завод за запаметяващи устройства – Велико Търново
- Завод за телевизионна и радио апаратура – Велико Търново
- Завод за електротелфери - Велико Търново

Производство на химически торове и соди
- Азотно-торов завод – Стара Загора
- Азотно-торов завод – Димитровград
- Комбинат за производство на соди „Карл Маркс“ – Девня

Други
- Целулозно-хартиен комбинат, Гара Кричим (днес град Стамболийски)
- Лесопромишлен комбинат – Силистра
- Комбинат за преработка на синтетични влакна – Димитровград
- Завод за антибиотици – Разград
- Завод за записващи устройства – Стара Загора (впоследствие „Дискови запаметяващи устройства“)
- Роботостроителен комбинат „Берое“ – Стара Загора
- и много други.

Изградени са и нови градове – Димитровград, Рудозем, Мадан. През 1965 г. страната произвежда 26 пъти повече електро- и топлоенергия в сравнение с 1939 г., 106 пъти се увеличава производството на черни метали, на цветни метали – 273 пъти, производството на машиностроителната и металообработващата промишленост – 142 пъти. Такова сравнение в значителна степен е неточно и формално, поради това че някои от промишлените дейности преди Втората световна война изобщо не са съществували или са били на ниско равнище, както и в по-голяма част от страните от Европа.

### Селско стопанство
Прилагайки съветския модел, в началото на 1950-те БКП провежда масова колективизация в селското стопанство, като земеделските земи са отнети от собствениците им и са включени в трудово-кооперативни земеделски стопанства (ТКЗС) и държавни земеделски стопанства (ДЗС). Този процес, провеждан често с репресии и административно насилие върху селяните, завършва през 1957 г., когато се отчита 92% кооперирани земеделски стопани. България става втората държава в света – след СССР, с обществена собственост върху земята, наричано социалистическо селско стопанство. През 1970 г. съотношението промишлена към земеделска продукция е 80:20.
Опитвайки се да подобри ниската ефективност на стопанствата, правителството на няколко пъти провежда кампании по тяхното обединяване и окрупняване, но това не довежда до особено подобрение. Така през 1959 – 1960 г. броят на ТКЗС е намален от 3457 до 972, а през 1970 – 1972 г. останалите 744 ТКЗС и 56 ДЗС са обединени в 161 аграрно-промишлени и промишлено-аграрни комплекса със средно 274 000 дка стопанисвани площи и 6500 души персонал. Въпреки това се влошават показателите за производствения капацитет на селскостопанската техника. През 1960 г. 1 трактор (приравнен на 15 к.с.) извършва по 6420 дка мека оран, през 1970 г. – 4650 дка, а през 1976 г. производителността намалява до 4170 дка. Преминава се основно към отглеждане на зърнени култури, неизискващи много ръчен труд, като се намаляват традиционните за България производства на памук, зеленчуци, плодове, грозде. С това се влошава износната листа на страната. От 1970 г. поради намаляващото производство необвръзката между производство и потребление на селскостопански продукти е от 13 – 15%. Статистиката показва, че през 1980-те години 5 – 10% от обработваемата земя, предоставена за лично ползване на кооператорите, задоволява над 40% от нуждите на населението от плодове и зеленчуци, което кооперираното земеделие вече не може да обезпечи.

### Принудителен труд
Съществено значение в икономиката на Народна република България играе принудителният труд, който има както стопанска, така и политическа и наказателна функция. По оценки на международни организации от 1952 г. в България на принудителен труд са подложени между 80 и 120 хиляди души.
Принудителният труд се осъществява под множество форми – в резултат на съдебни присъди, при които той може да бъде със или без лишаване от свобода, в резултат на административно въдворяване в „трудово-възпитателни общежития“ (концлагери), като „трудова мобилизация“, на която са подлагани „безделниците и скитниците“, като „трудово-стопанска мобилизация“ или „временна трудова повинност“ (до 10 дни годишно ангария, която след 1951 година се отработва по решение на събрание на населеното място).
Към принудителния труд могат да се отнесат и ограничения на трудовите права като „задължителното разпределение“ на млади специалисти, изселванията по административен път, често съпътствани с установяване на работа от местната милиция, правомощията на работодателите да предотвратяват напускане на работа или да прехвърлят работниците на друга работа, включително в друго населено място, без тяхното съгласие.

## Инфраструктура
През 1990 България е на 27-о място в света по Индекса на човешко развитие на ООН (сравнено с 57-о място през 2013 г.) Между двете дати на измерване на индекса 36 държави биват приети в ООН (вж. Държави членки на ООН), като през 2015 г. те са 193.

### Образование
Седмици след Деветосептемврийския преврат властите започват систематично прочистване на преподавателите в цялата образователна система – от детските градини до висшите училища – като в следващите години 3 – 4 хиляди учители са уволнени по подозрения в нелоялност към новия режим. Често това става по доноси от собствените им ученици, което значително влошава дисциплината в училищата. На 6 ноември 1944 г. вътрешният министър Антон Югов със заповед, важаща от 9 септември същата година премахва образователните изисквания за постовете кмет, заместник-кмет, кметски наместници и представители, областен управител, секретар на областен управител, милиционерски ръководители, секретари и помощник-секретари на областните управи и Околийски управител и ги намалява за секретар бирник на петокласно образование с положен специален изпит. Изучаването на Старобългарски език е премахнато от училищата без хуманитарна насоченост.Направено е невъзможно вероучението на учениците дори по желание на родителите им.
Образованието е важен елемент от програмата за модернизация при налагането на комунистическия режим и той постига съществени успехи в тази област – наложено е масово и задължително до определено ниво образование, а фактическата неграмотност е до голяма степен ликвидирана. В същото време се развива масова вторична неграмотност, а съществена част от образователния процес е насочена към индоктриниране на населението с комунистическата идеология и преподаването на ненужни, а понякога и направо ненаучни познания. В обширни области, главно социалните науки, но също и направления като биология и кибернетика, режимът забранява достъпа до актуалните научни постижения по света.
В средното образование са въведени техникуми (чиято равностойност след 2003 г. са професионалните гимназии) – дневни и вечерни, средни професионално-технически училища (СПТУ), спортни училища и др.

### Здравеопазване
В периода 1948 – 1949 се извършва одържавяване на частните болници, клиники, зъболекарски дружества и аптеки.
През 1950 г. финансирането на здравеопазването се заменя с изцяло държавна здравна и здравноосигурителна система, която се финансира от общи данъчни приходи.
Здравеопазването в НРБ се осъществява от държавни болници (вкл. специализирани) (в окръжните центрове и окръжни болници) и поликлиники, здравни служби, държавно зъболечение, Институт за бърза медицинска помощ „Н. И. Пирогов“ (София). През април 1989 г. Висшият военномедицински институт, Обединеният авиомедицински научноизследователски институт, Военноморската болница и Правителствената болница се обединяват във Военномедицинска академия. Съществуват и военни болници.

### Наука и техника
След 1945 г. организацията на науката започва да следва съветския модел. Открояват се три нива на научни институции.
- Българска академия на науките (БАН), която през 1980-те години има над 140 института с повече от 12 хил. научни работници. БАН оказва „научното и методологическото ръководство“ над останалите 2 нива и осъществява фундаментални и стратегически научни изследвания, свързани с по-далечните цели на индустриалното развитие.
- Университети и висши учебни заведения (ВУЗ). Възникват десетки нови ВУЗ, в които от средата на 1960-те години се оформят „научноизследователски сектори“ (НИС), работещи по договори със стопанските организации.
- Приложни научноизследователски институти и научни центрове към министерства, производствени обединения и големи предприятия. Играят ролята и на внедряващи звена за технологичното развитие.

Правителството увеличава инвестициите в наука и тя се обвързва с основната задача за индустриализация на страната. Същевременно политическият контрол е много силен и дори присъждането на научни степени и звания подлежи на съгласуване с партийните комитети.) В наукоемките производства като електроника, точно машиностроене, компютърно оборудване, роботика, фармацевтика България заема водещо място сред останалите социалистически страни. Производството на компютри в България преживява разцвет през 80-те години на 20 век.
В периода 1959 – 1987 г. науката се ръководи от Държавния комитет за наука и технически прогрес (ДКНТП) с ранг на министерство. Комитетът ръководи научната и развойната дейност в страната, като координира дейността на БАН, университетите и ведомствените организации.

### Транспорт
Строят се много автомобилни и железопътни трасета. Построени са участъци от магистралите „Тракия“, „Хемус“, „Черно море“. Стартира строителството на Софийското метро. Електрифицирани са голям брой железопътни трасета (напр. Подбалканската жп линия). Реализират се много големи инфраструктурни проекти:
- бул. „Ленин“ в София
- бул. „България“ в София
- Централна жп гара в София
- Аспаруховият мост във Варна
- Тунелът в Пловдив

### Строителство
По времето на НРБ в България се извършва мащабно строителство. Освен редицата изградени промишлени предприятия, в България са построени нови жилищни комплекси, предимно от блокове от панелен тип, разпространени в страните от СИВ:
- „Люлин“ (в София – най-големият жил. комплекс в България)[86]
- „Младост“ (в София)
- „Дружба“ (в София)
- „Надежда“ (в София)
- „Овча Купел“ (в София)
- „Обеля“ (в София)
- „Тракия“ (в Пловдив)
- „Христо Смирненски“ (в Пловдив)
- „Владислав Варненчик“ (във Варна)
- „Аспарухово“ (във Варна)
- „Меден рудник“ (в Бургас)
- „Дружба“ (в Русе)
- „Чародейка“ (в Русе)
- „Сторгозия“ (в Плевен)
- „Младост“ (в Ловеч)
- „Червен бряг“ (в Ловеч)
- „Изток“ (в Перник)
- „Тева“ (в Перник)
- „Три чучура“ (в Стара Загора)

Построени са още:
- Народният дворец на културата, заедно с прилежащия му парк
- Залите „Универсиада“ и „Фестивална“ в София
- Бившият Партиен дом (дн. сграда на Народното събрание), Бившият Президиум на НС/Държавен съвет (дн. Президентство), Министерският съвет
- Мавзолеят на Георги Димитров (разрушен на 21 август 1999 г.)
- множество обществени и спортни сгради в окръжните (областните) и общинските центрове

## Култура и общество
Основна цел на културната политика на тоталитарния режим е индоктринирането на населението с комунистическата идеология и пропагандата на политиката на властите. В резултат на това, през 50-те и 60-те години на 20 век се стига до рязко снижаване на културното ниво във всички области на обществения живот.
Големи заслуги през 70-те години на 20 век има Людмила Живкова – председател на Комитета за култура и дъщеря на Тодор Живков. Тя организира редица международни културни мероприятия в страната и в чужбина. Издава се много литература по въпросите на културата, построен е и Националният дворец на културата.

### Изкуство
В областта на литературата, изкуството и хуманитаристиката е въведена цензура, заради която по различни причини са спрени от издаване редица книги (най-често мемоарни, стихосбирки или „буржоазни автори“), както и са забранени театрални постановки. Също така някои теми са избягвани или са критично разглеждани като буржоазно-упадъчни. През 1951 г. започва разведряване в културните среди, което продължава до Унгарското въстание през 1956 г., което кара ръководствата на правителствата от Източния блок да се страхуват да насърчават по-либерални възгледи.

### Музика
По времето на социализма активно се развива поп музиката, чиито видни представители са: Емил Димитров, Лили Иванова, Борис Гуджунов, Ирина Чмихова, Маргрет Николова, Леа Иванова, Паша Христова, Силвия Кацарова, Йорданка Христова, дует Ритон, Братя Аргирови, Борислав Грънчаров, Георги Найденов, Ева Найденова, Красимир Гюлмезов, Ваня Костова, Нели Рангелова, Георги Христов, Росица Кирилова, Петя Буюклиева, Маргарита Хранова, Мими Иванова, Чочо Владовски, Бисер Киров, Богдана Карадочева, Васил Найденов и Орлин Горанов. Много от тях се радват на световна известност през 50-те, 60-те, 70-те и 80-те години на 20 век, а част от тях са много популярни и днес в България и чужбина.

### Кино
Създават се филми с историческа и идеологическа насоченост, като се осъществява строг контрол и цензура от държавата – някои филми са спирани, сваляни от екраните или основно преработени, като „Кит“ или „Понеделник сутрин“. Най-голямото студио по онова време е киностудио „Бояна“.

### Спорт
Спортът се насърчава и активно практикува както в училищата, така и извън тях. Особено активна е подготовката на националните отбори по футбол, вдигане на тежести, борба, художествена гимнастика, волейбол. През 1962 г. България за пръв път се класира за световно първенство по футбол, с което започва серия от участия – в Англия през 1966, Мексико – 1970, и Германия – 1974. Последното класиране е през 1986 г., когато отборът достига осминафиналите. Успехите на волейболния отбор започват още по-рано – с бронзови медали на световните първенства през 1949, 1952 и 1986 и сребро през 1970 г.
Олимпийската подготовка е приоритет за много български спортни дружества при социализма, а България разполага с някои от най-добрите спортисти в най-разнообразни дисциплини. НРБ спечелва 22 олимпийски медала в Монреал през 1976 г. (на 7-о място по брой медали), 41 в Москва през 1980 г. (на 3-то) и 35 в Сеул през 1988 г. (отново на 7-о). Таблицата представя броя медали по години:
| Хелзинки 1952 | Мелбърн 1956 | Рим 1960 | Токио 1964 | Мексико сити 1968 | Мюнхен 1972 | Монреал 1976 | Москва 1980 | Лос Анджелис 1984 | Сеул 1988 |
| ------------- | ------------ | -------- | ---------- | ----------------- | ----------- | ------------ | ----------- | ----------------- | --------- |
| 1             | 5            | 7        | 10         | 9                 | 21          | 22           | 41          | бойкотира         | 35        |

Столицата София се кандидатира за домакин на Зимните олимпийски игри през 1992 и 1994 година. През 1985 г. губи срещу Албервил кандидатурата за игрите през 1992 г. с два гласа разлика, през 1987 г. губи кандидатурата за игрите през 1994 г. от Лилехамер, като отпада на втория тур.